# Monophyllus plethodon
Monophyllus plethodon is een vleermuis uit het geslacht Monophyllus die voorkomt in de Kleine Antillen, van Anguilla tot Saint Vincent en Barbados. Op Puerto Rico is een fossiele ondersoort gevonden, frater Anthony, 1917, die iets groter is dan de levende vertegenwoordigers van de soort. Die worden verdeeld in twee ondersoorten: plethodon op Barbados en luciae Miller, 1902 in de rest van de Kleine Antillen. M. plethodon is nauw verwant aan de enige andere soort van het geslacht, Monophyllus redmani uit de Grote Antillen, inclusief Puerto Rico, die wat kleiner is.
De vacht is bruin tot geelbruin. Het neusblad is hartvormig. De snuit en de tong zijn lang. Als aanpassing aan zijn dieet, dat uit nectar bestaat, heeft deze soort borstelvormige, zeer gevoelige uitsteeksels op de bek en, net als andere Glossophaginae, kleine borstels op de punt van de tong. De totale lengte bedraagt 67 tot 84 mm, de staartlengte 8 tot 16 mm, de achtervoetlengte 12 tot 15 mm, de voorarmlengte 38,8 tot 45,7 mm, de schedellengte 21,4 tot 24,2 mm, de vleugelspanwijdte zo'n 300 mm en het gewicht 12 tot 17 g.
De soort komt voornamelijk voor in vochtige dalen op grote hoogte en in fruitplantages. M. plethodon roest in grotten, vaak in kleine groepen. Hoewel dit dier voornamelijk van nectar leeft, eet het ook kleine vruchten en insecten.